# Youcef Sehairi
Youcef Sehairi (en arabe : يوسف سحيري), né le 21 juin 1985 à Laghouat, est un acteur et un ministre algérien.

## Biographie
Youcef Sehairi est né à Laghouat le 21 juin 1985. Il est diplômé de l'Institut supérieur des arts du spectacle et de l'audiovisuel. Il a commencé à pratiquer le théâtre à neuf ans. Ingénieur d'État en électronique spécialisé dans les appareils en 2011. Il a remporté le prix du meilleur acteur à l'issue du Festival international du cinéma arabe de Meknès, pour son rôle dans le film le Sang des loups d'Amar Sifodil[réf. souhaitée].
Il participe au mouvement populaire Hirak, et devient secrétaire d'État chargé de l'Industrie cinématographique[réf. souhaitée].

### En tant qu'acteur
2022, Série tunisienne Foundo الفندو, il joue le rôle de عيسة Issa un contrebandier

#### Cinéma
- 2013 : Jours de cendre (ايام الرماد) d'Amar Sifodil : Amir
- 2014 : Nous ne sommes pas des héros (نحن لسنا ابطال) : Madjid
- 2015 : Lotfi (العقيد لطفي) d'Ahmed Rachedi : Colonel Lotfi
- 2016 : Ben Badis (ابن باديس) de Basil Al-Khatib : Abdelhamid Ben Badis
- 2017 : Point zéro (نقطة صفر) : Sedik Azazel (court-métrage)
- 2017 : Les sept murs du château (اسوار القلعة السبع) d'Ahmed Rachedi
- 2017 : El Achiq (العشيق) d'Amar Sifodil : Abeid
- 2019 : le Sang des loups (دم الذئاب) d'Amar Sifodil[1] : Khaled

#### Télévision
- 2013 : Secrets du passé (اسرار الماضي) : Youcef
- 2016 : Cœurs sous les cendres (قلوب تحت الرماد) : Yacine
- 2018 : Lalla Zainab (لالة زينب) : Djallal
- 2019 : Wlad Hlal (اولاد الحلال) : Zino
- 2021  : Liyam  (لـــيــام)

- 2022 : 11.11
- 2023  : 11.11  (saison2)

### Distinctions et récompenses
- Meilleur acteur au Festival du film arabe de Meknès[réf. souhaitée].

### Carrière politique
- Secrétaire d'État chargé de l'Industrie cinématographique depuis le 2 janvier 2020.